# ACE
Az .ACE egy archív fájlformátum. Fájlok, könyvtárak archiválására szolgál, támogatja az adatok tömörítését, támogatja a hibajavítást, valamint lehetőséget ad egy archívum több darabban (kötetek) történő létrehozására is. Marcel Lemke által kifejlesztett, az e-merge GmbH által megvásárolt, szabadalmaztatott adattömörítési archív fájlformátum.
Az Ace-ben, a klasszikus Deflate eljáráshoz hasonlóan, a Huffman-entrópia-kódolással együtt egy legfeljebb négy megabájtos szótár méretű LZ77 szótárkompresszort használnak. A 2. verziótól további tartalomspecifikus előszűrőket kapott a PCM audiofájlokhoz, a raszteres grafikus fájlokhoz és a végrehajtható (Windows) programfájlokhoz a jobb tömörítés elérése érdekében.
A formátum fejlesztője a becsomagolási algoritmus felhasználásának jogát megtartotta magának, és egy kipróbálható, fizetős WinAce programban tette elérhetővé. Ugyanakkor a kicsomagolási eljárást a gyártó több platformon is ingyenesen publikálta. Viszont a 2.0-s kiadás után ez a jó irányvonal megszakadt.
Az Ace formátum későn szállt be az archiváló, tömörítő algoritmusok versenyébe, ezért végül nem tudta tartósan felvenni a versenyt a két nagy vetélytársával, a Zip és RAR formátumokkal. A vele ellentétben ingyenesen felhasználható, de hasonlóan jó tömörítési aránnyal rendelkező 7zip formátum szintén nem tett jót az Ace formátum elterjedésének. A 2.65-ös WinAce programhoz csomagolt reklámprogram sem segített a felhasználók kegyeinek elnyerésében. Népszerűsége 2001 környékén tetőzött, majd háttérbe szorult, mivel a RAR és a 7zip formátum tömörítésben és teljesítményben is lekörözte. Végül 2007-ben végleg leállt a formátum fejlesztése.

## Történet
Az ACE formátumot Marcel Lemke fejlesztette ki, majd az e-merge GmbH vásárolta meg. Bevezetése a WinAce programmal kezdődött. Fejlesztői verziók már 1997-től elérhetők voltak. Végül 1999 júliusában jelent meg hivatalosan az 1.0 verziójú WinAce programban. 2000. július 7-én a WinAce 2-es verziójában debütált az Ace formátum 2.0-s kiadása, amely tartalomspecifikus előszűrők használatával bővült. 1999 és 2001 között az ACE formátum egyre népszerűbb lett. A WinAce program ár-érték aránya a RAR formátummal szemben nem alakult jól. Ráadásul a WinAce program 2.69-es kiadása óta a RAR formátum ledolgozta hátrányát, és tömörítés tekintetében is jobb eredményeket produkált. Az ingyenes 7zip megjelenése is az Ace ellen dolgozott, hiszen a RAR formátum versenyképes, ingyenes alternatívájává vált. Ezért az Ace formátum végül teljesen elvesztette népszerűségét.

## Támogatás
Az ACE-fájlok csomagolása szabadalmaztatott eljárás, és csak a WinACE programon keresztül érhető el. Az ACE-fájlok kicsomagolását számos harmadik féltől származó archiváló támogatja. Azonban gyakorlatilag ezt (az ACE 2.x formátumtól) az e-merge GmbH által védett "Unace.dll" használatával teheti meg. 2017 óta létezik egy BSD licencelt python modul, amely támogatja az ACE 2.x formátumú archívumok kicsomagolását. Népszerűségének elvesztése és fejlesztésének leállása miatt viszont egyre kevésbé kerül be a formátum a frissen kiadott archiváló programok többségébe.